# Hilde Neumann
Hilde Martha Betty Neumann (geborene Rosenfeld, geschiedene Kirchheimer; * 13. April 1905 in Berlin-Karlshorst; † 11. September 1959 in Berlin) war eine deutsche Juristin und SED-Funktionärin und Chefredakteurin der Zeitschrift Neue Justiz.

## Leben und Wirken
Neumann wurde in eine jüdische Familie hineingeboren, ihr Vater war der Anwalt und Reichstagsabgeordnete Kurt Rosenfeld (1877–1943). Sie besuchte in Berlin ein Realgymnasium und studierte Jura in Berlin, Freiburg im Breisgau und Bonn. Sie promovierte zum Dr. jur. Bereits als Studentin war sie an allen drei Studienorten Mitglied einer marxistischen Studentengruppe, 1925 trat sie in die SPD Berlin-Wilmersdorf ein. Ihr Referendariat absolvierte sie in Erfurt und Berlin. Am 31. März 1928 heiratete sie in Berlin-Grunewald den Juristen Otto Kirchheimer, mit dem sie eine Tochter hatte (* 1930). Nach ihrem zweiten Staatsexamen 1932 trat sie als Rechtsanwältin am Kammergericht in die Kanzlei ihres Vaters ein und arbeitete für die Rote Hilfe Deutschlands. Sie verteidigte unter anderen Ernst Thälmann und Georgi Dimitroff.
Neumann, Sozialistin und Jüdin, hatte im April 1933 durch das Gesetz über die Zulassung zur Rechtsanwaltschaft Berufsverbot erhalten, emigrierte alsbald nach Paris und war dort Mitherausgeberin des Braunbuchs über den Naziterror. Hier traf sie auch Denis Nowell Pritt, Vorsitzender der „Internationalen Untersuchungskommission zur Aufklärung des Reichstagsbrandes“, des sogenannten „Londoner Gegenprozesses“ zum Leipziger Reichstagsbrandprozess. Neumann studierte 1935/36 auf Einladung der Internationalen Arbeiterhilfe das sowjetische Justizwesen und trat 1936 in die KPD ein. Sie arbeitete bis 1939 für die Internationale Rote Hilfe in Paris. Nach der deutschen Besetzung Frankreichs wurde Neumann im Camp de Rieucros einen Monat lang interniert. 1940 emigrierte sie mit dem Arzt Rudolf Neumann (1899–1962) zunächst in die Vereinigten Staaten, wo sie 1941 von Kirchheimer geschieden wurde und Neumann heiratete. Im selben Jahr gingen beide nach Mexiko. Hier wurde Hilde Neumann Mitglied der Bewegung Freies Deutschland und war ab Juni 1944 Vorstandsmitglied im Heinrich-Heine-Klub. Außerdem war sie Mitarbeiterin der Demokratischen Post.

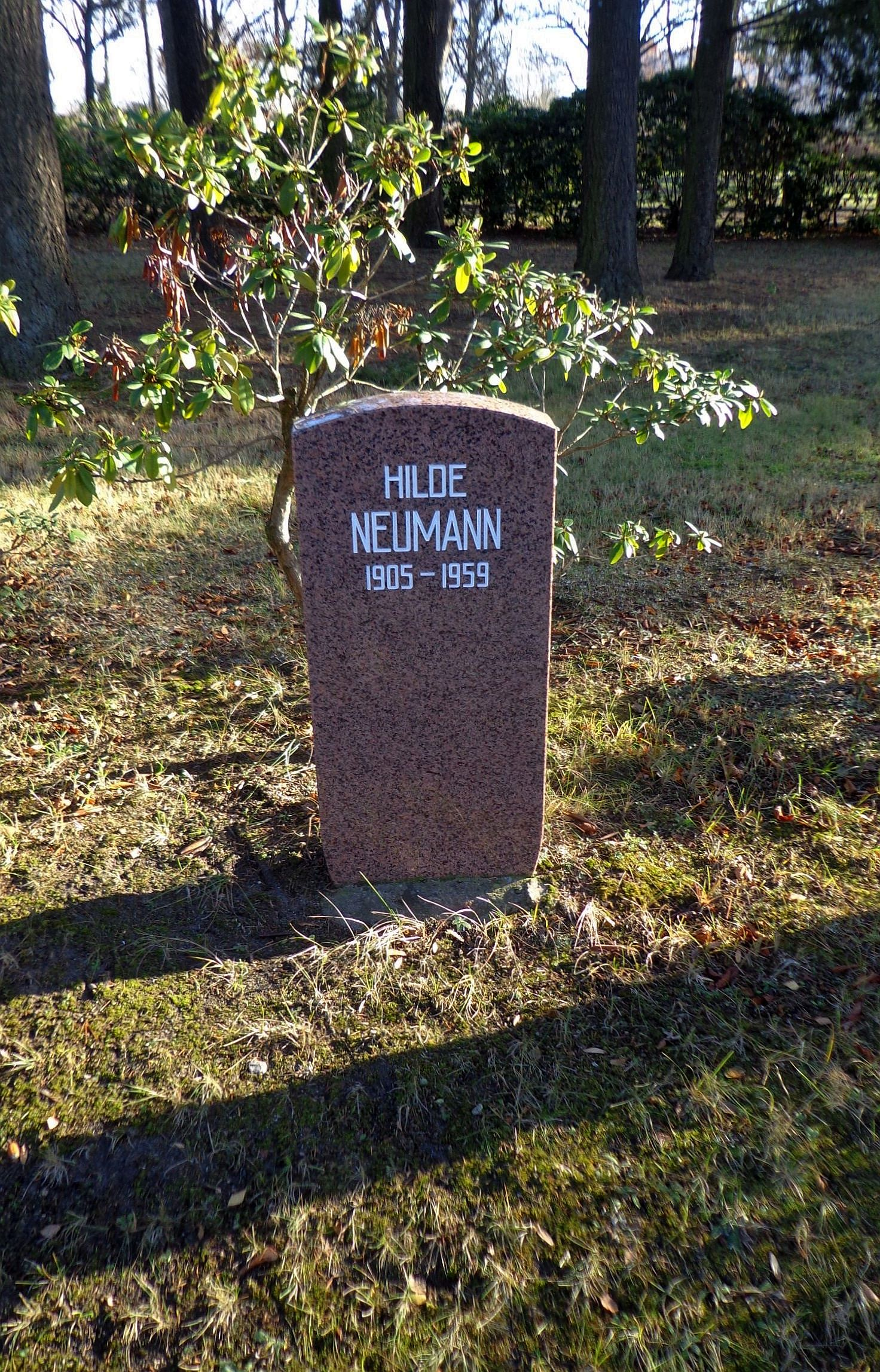
Grabstätte

Im Frühjahr 1947 kehrte Neumann nach Deutschland zurück, hier trat sie der SED und dem Demokratischen Frauenbund Deutschlands (DFD) bei. Sie übernahm verschiedene Aufgaben beim Aufbau des Justizwesens der DDR und galt – neben Hilde Benjamin – als maßgebliche Kraft. 1947 erhielt sie das Hauptreferat in der Abteilung „Justiz“ im Zentralvorstand der SED und übernahm 1948/49 die stellvertretende Leitung dieser Abteilung. Außerdem leitete das Referat „Gerichtsaufbau und Schulung“. Ab 1948 lehrte sie an der Parteihochschule „Karl Marx“ und war von 1949 bis 1950 – als erste Frau – Präsidentin des Landgerichts (Ost-)Berlin, sowie von 1950 bis 1953 Direktorin für Justiz im Magistrat von Berlin. In dieser Funktion hatte sie wesentlichen Anteil an der strafrechtlichen Verfolgung von Nationalsozialisten. 1953 wurde sie Sekretär des Internationalen Komitees der Demokratischen Juristen, bei dessen Aufbau sie mit Denis Nowell Pritt zusammenarbeitete. Außerdem war sie langjähriger Sekretär der Vereinigung Demokratischer Juristen Deutschlands. Von 1953 bis 1959 war sie als Nachfolgerin von Hans Nathan Chefredakteurin der juristischen Fachzeitschrift Neue Justiz. Am 7. Oktober 1958 erhielt sie den Vaterländischen Verdienstorden in Bronze.
1959 erkrankte sie schwer und wurde berentet. Am 9. September wurde sie noch mit dem Banner der Arbeit ausgezeichnet, konnte die Auszeichnung aber nicht mehr entgegennehmen und verstarb am 11. September. Ihre Urne wurde in der Grabanlage Pergolenweg des Berliner Zentralfriedhofs Friedrichsfelde beigesetzt.